# Liste des volcans du Cameroun
La liste des volcans du Cameroun :
- Mont Cameroun (4 095 mètres) 4° 10′ 21″ N, 9° 10′ 22″ E;
- Monts Mandara (1 494 mètres) 10° 25′ 27″ N, 13° 35′ 56″ E;
- Mont Manengouba (2 411 mètres) 4° 58′ 44″ N, 9° 50′ 30″ E;
- Ligne du Cameroun 3° 29′ 41″ N, 8° 42′ 00″ E.